# Santa Lúcia nos Jogos Pan-Americanos de 2007
Santa Lúcia competiu nos Jogos Pan-Americanos de 2007 no Rio de Janeiro, no Brasil.

## Medalhas

### Bronze
Atletismo - Salto em altura feminino
- Levern Spencer